# Petar Cikusa Jelicic
Petar Cikusa Jelicic (geboren am 8. Dezember 2005 in Bordils) ist ein spanischer Handballspieler, der vorwiegend auf der Spielposition Rückraum Mitte eingesetzt wird.

## Vereinskarriere
Cikusa begann mit dem Handballspiel in Bordils, wo sein Vater Trainer beim örtlichen Verein war. Im Jahr 2018 kam er zum FC Barcelona. Er debütierte in dessen erster Mannschaft in der Saison 2023/2024 in der Liga Asobal und unterzeichnete am 18. April 2024 einen bis Juni 2027 laufenden Vertrag. Im April 2025 verlängerte er vorzeitig seinen Vertrag bis zum Jahr 2029.
Mit dem Team aus Barcelona gewann er 2024 die spanische Meisterschaft und die EHF Champions League.

## Auswahlmannschaften
Sein erstes Spiel für Spanien absolvierte er am 4. November 2021 mit der Jugendnationalmannschaft Spaniens. Cikusa nahm als Jugendnationalspieler an der U-18-Europameisterschaft in Montenegro (2022) teil, bei der er mit der Mannschaft Europameister wurde. Bei der U-19-Weltmeisterschaft 2023 gelang ihm mit dem Team ebenfalls der Titelgewinn. Bis August 2023 stand Cikusa in 37 Spielen im Aufgebot der spanischen Jugendauswahl und erzielte dabei 167 Tore.
Mit den spanischen Junioren, für die er im März 2024 erstmals auflief, wurde er im Juli des Jahres U-20-Europameister 2024. Bie diesem Turnier wurde Cikusa zum Most Valuable Player (MVP) gewählt. Er nahm auch an der U-21-Weltmeisterschaft 2025 (9. Platz) teil.
Sein Debüt in der A-Auswahl Spaniens gab er am 4. November 2023 beim Gjensidige Cup in der Golden League gegen die Niederlande. Für die spanische Olympiamannschaft 2024 war er als Ersatzspieler nominiert, wurde aber nicht eingesetzt. Er gehörte zum spanischen Aufgebot zur Weltmeisterschaft 2025 (18. Platz).

## Erfolge
- Gewinn der U-18-Europameisterschaft 2022
- Gewinn der Supercopa Ibérica 2023
- Gewinn der U-19-Weltmeisterschaft 2023
- spanischer Meister 2024, 2025
- Gewinn der U-20-Europameisterschaft 2024 und Wahl in das All-Star-Team des Turniers
- Gewinn der EHF Champions League 2024

## Privates
Sein Zwillingsbruder Djordje Cikusa spielt ebenfalls Handball. Auch ihr Vater spielte Handball – bei RK Bjelovar und zuletzt in Portugal und Spanien. Die Mutter stammt aus Kikinda.
Petar Cikusa Jelicic besitzt neben der spanischen Staatsangehörigkeit auch die kroatische Staatsbürgerschaft.